# Capnobotrys
Capnobotrys is een monotypisch geslacht van schimmels dat behoort tot de familie Metacapnodiaceae. Het bevat alleen Capnobotrys neesii.